# ألعاب بارابان الأمريكية 2015
كانت دورة ألعاب بارابان الأمريكية 2015، والمعروفة رسميًا باسم دورة الألعاب البارالمبية الأمريكية الخامسة والمعروفة باسم ألعاب تورنتو 2015 البارالمبية الأمريكية، حدثًا دوليًا متعدد الرياضات للرياضيين ذوي الإعاقة، تم الاحتفال به على غرار دورة الألعاب البارالمبية الأمريكية التي تحكمها اللجنة البارالمبية الأمريكية، والتي أقيمت في الفترة من 7 إلى 15 أغسطس 2015، في تورنتو، أونتاريو، كندا. كانت هذه أول دورة ألعاب بارالمبية أمريكية تستضيفها كندا، وثاني حدث رياضي بارالمبي كبير تستضيفه تورنتو منذ دورة الألعاب البارالمبية الصيفية عام 1976، وقد أقيمت الألعاب في أماكن في تورنتو وأربع مجتمعات أخرى في جولدن هورسشو ‏. تم تنظيم كل من دورة الألعاب البارالمبية الأمريكية ودورة الألعاب الأمريكية الشاملة من قبل اللجنة المنظمة لبطولة تورنتو 2015 ‏ (TO2015).
استضافت الألعاب 1608 رياضيًا يمثلون 28 لجنة بارالمبية وطنية في الأمريكتين. تم عقد 445 حدثًا في 15 رياضة – وكلها بمثابة تصفيات لدورة الألعاب البارالمبية الصيفية 2016، بما في ذلك ظهور لعبة الرجبي على الكراسي المتحركة لأول مرة في دورة الألعاب البارالمبية الأمريكية، وعودة كرة القدم السبعة بعد غيابها عن دورة الألعاب البارالمبية الأمريكية 2011 ‏.

## عملية تقديم العروض

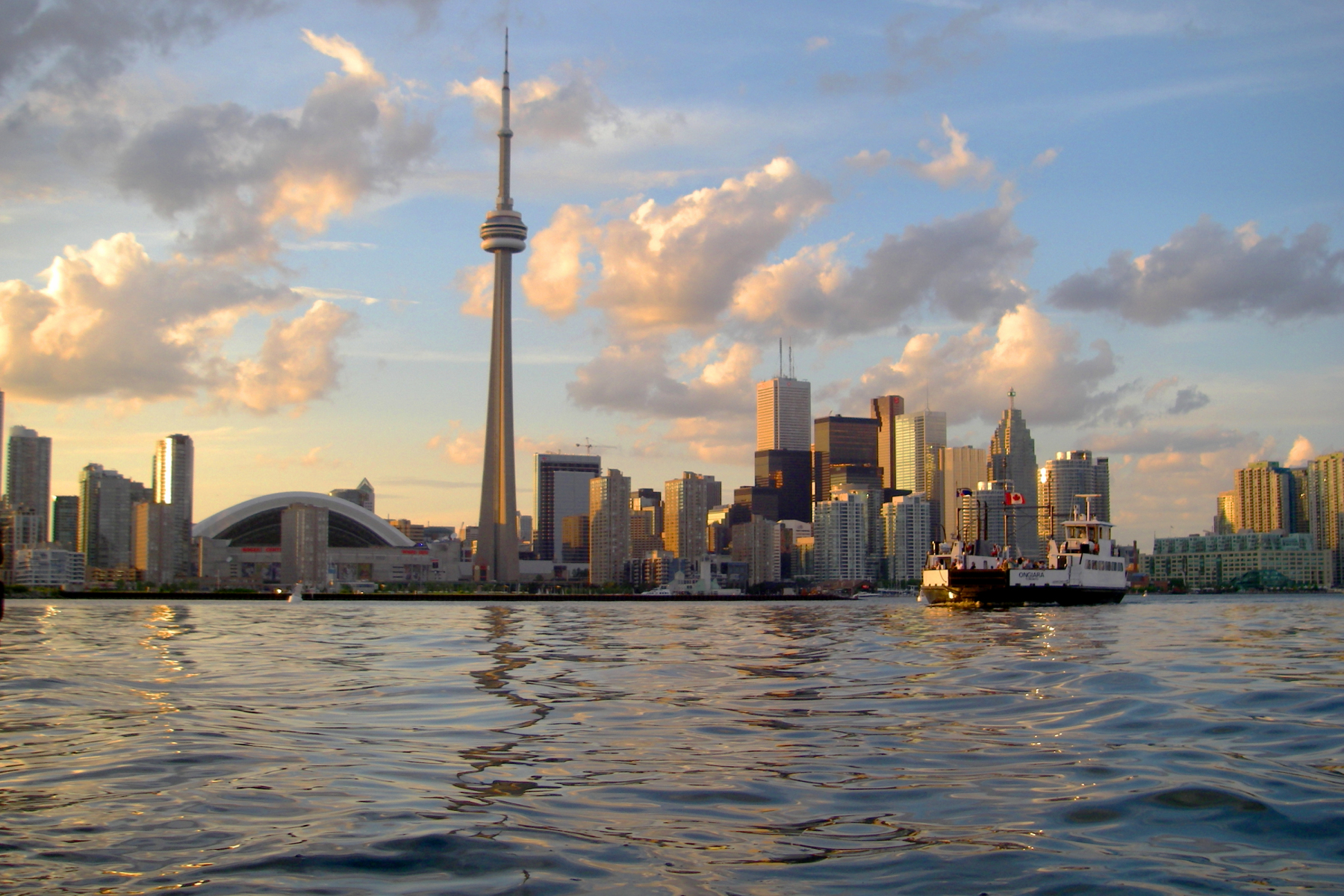
تم اختيار تورنتو من قبل اللجنة الأولمبية الكندية كمدينة العرض الرسمية من كندا لدورة الألعاب البارابان الأمريكية لعام 2015

اختارت اللجنة الأولمبية الكندية مدينة تورنتو والمنطقة المحيطة بها كمرشحة كندية. لم تُمنح أي مدينة كندية أخرى فرصة التقدم بعطاء في سباق محلي، وبالتالي تم اختيار تورنتو دون تصويت. وجاء اهتمام تورونتو بالتقدم باستضافة الألعاب الأولمبية بعد فشلها في الفوز باستضافة الألعاب الأولمبية الصيفية لعام 1996 والألعاب الأولمبية الصيفية لعام 2008، والتي أقيمت في أتلانتا وبكين على التوالي.
في 23 فبراير 2009، وافق كل من مجلس مدينة تورنتو ‏ ومجلس مدينة هاملتون على العرض رسميًا وأكدا نيتهما في دعم الاستضافة الناجحة للحدث. تم تقديم وثيقة العرض الرسمية إلى منظمة عموم أمريكا الرياضية (PASO) في 27 مايو 2009.
قامت منظمة عموم أمريكا الرياضية بزيارة تقييمية إلى تورنتو في الفترة ما بين 30 و31 أغسطس 2009. قام الفريق بتحليل ميزات المدينة المرشحة وقدم ملاحظاته إلى أعضاء التصويت في منظمة عموم أمريكا الرياضية. وترأس لجنة التقييم جوليو ماجليوني، عضو اللجنة الأولمبية الدولية ممثلا لأوروغواي ورئيس الاتحاد الدولي للسباحة (FINA). بعد الزيارة قال ماجليوني "إن تورنتو لديها كل الظروف لاستضافة دورة الألعاب الأمريكية".
فازت تورنتو بعملية تقديم العطاءات لاستضافة دورة الألعاب الأمريكية والألعاب البارابان أمريكية من خلال تصويت منظمة الرياضة الأمريكية في 6 نوفمبر 2009، في جلسة منظمة عموم أمريكا الرياضية التي عقدت في جوادالاخارا بالمكسيك. تم إعلان النتيجة من قبل رئيس منظمة عموم أمريكا الرياضية ماريو فاسكيز رانيا ‏. واجهت تورونتو اثنين من المتأهلين للنهائيات الآخرين هما ليما، بيرو، وبوغوتا، كولومبيا. حصلت تورونتو على 33 صوتًا، بينما حصلت المدن المرشحة المتنافسة ليما وبوجوتا على 11 و7 أصوات على التوالي.
| مدينة  | اللجنة الأولمبية الوطنية | الجولة الأولى |
| تورنتو | كندا                     | 33            |
| ليما   | بيرو                     | 11            |
| بوغوتا | كولومبيا                 | 7             |

## التنمية والإعداد

### المكان

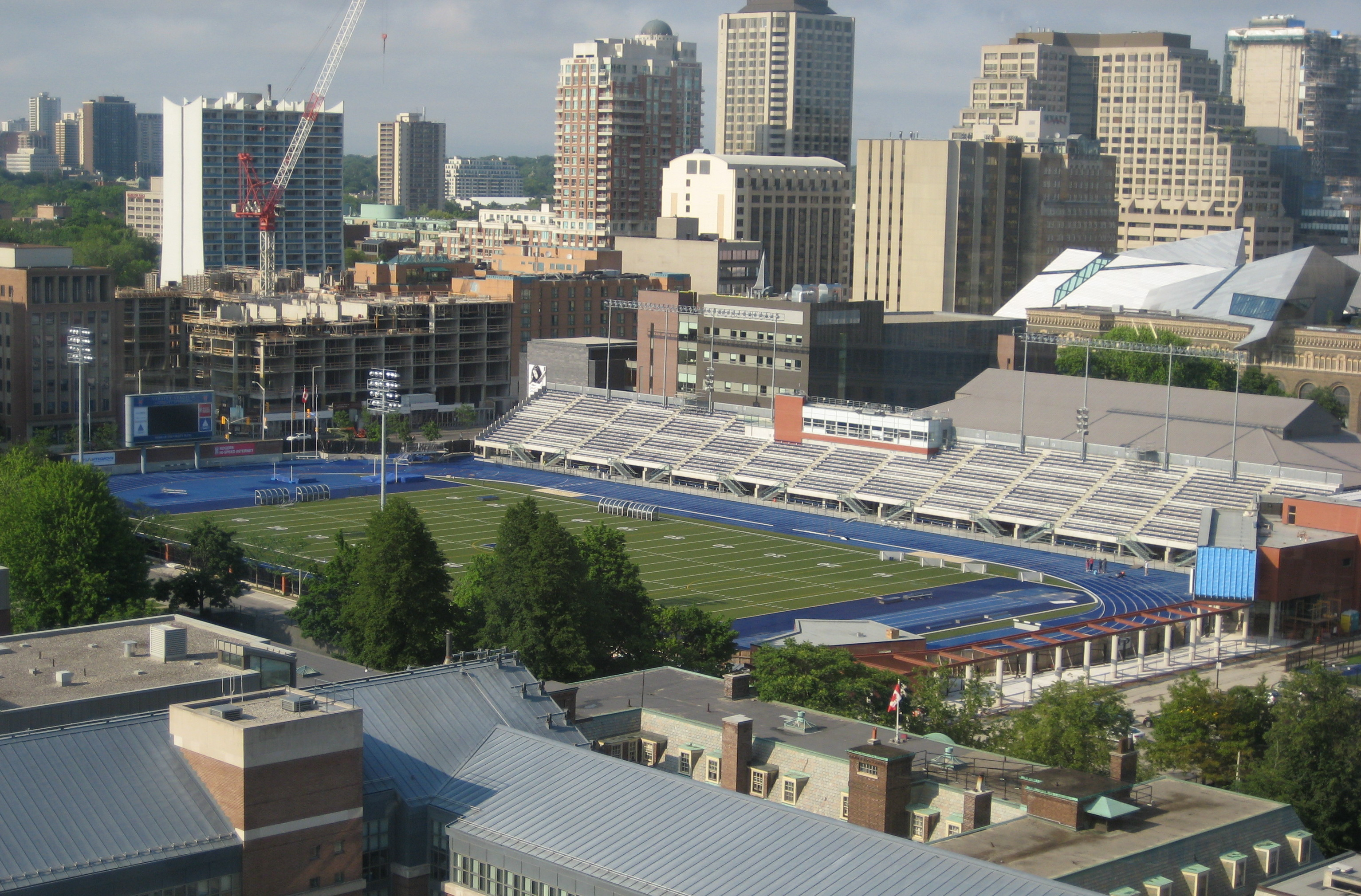
ملعب الجامعة : مكان الرماية.

أصبحت تورنتو واحدة من أكثر المدن اكتظاظًا بالسكان التي استضافت دورة الألعاب البارابان الأمريكية على الإطلاق. في أغسطس، الشهر الذي أقيمت فيه الألعاب، يبلغ متوسط درجة الحرارة في تورنتو 21 °م (70 °ف). تكون درجات الحرارة في تورنتو خلال فصل الصيف في شهر أغسطس دافئة، ويبلغ متوسط درجات الحرارة في المدينة أقل من خمسة أيام حيث تتجاوز 30 °م (86 °ف) مئوية.. كما يبلغ متوسط هطول الأمطار في تورنتو في شهر أغسطس حوالي 67 ملم. علاوة على ذلك، يبلغ ارتفاع تورنتو 112 م (367 (قدم) فوق مستوى سطح البحر، مما يوفر الظروف المثالية والمثالية للرياضيين.
في يناير 2012، أعلنت اللجنة المنظمة ‏ أن ستين بالمائة من الأماكن المقترحة في الأصل سيتم إسقاطها، لصالح نظام التجميع الذي شوهد في أحداث رياضية متعددة أخرى مثل دورة الألعاب الأولمبية الصيفية 2012 في لندن، بريطانيا العظمى.
كانت أماكن معيشة الرياضيين في قرية الرياضيين في دورة الألعاب الأمريكية 2015 ‏.
أقيم حفل الافتتاح في ملعب يورك لاينز، وأقيم حفل الختام في ساحة ناثان فيليبس ‏. أعادت دورة الألعاب البارابان الأمريكية استخدام 12 موقعًا من دورة الألعاب الأمريكية بينما تم بناء موقع واحد حديثًا وهو مركز التنس بجامعة تورنتو سكاربورو ‏ لدورة الألعاب البارابان الأمريكية. تشمل بعض أماكن المنافسة في منطقة تورنتو مركز بان أميركان لهوكي الحقل، ومركز تورنتو بان آم الرياضي ‏. كانت هناك أربعة أماكن فقط للمنافسة تقع خارج تورنتو:
- مركز ماركهام بان آم  [لغات أخرى]‏ في ماركهام
- مركز ميسيسوجا الرياضي  [لغات أخرى]‏ في ميسيسوجا
- مركز ماتامي الوطني لركوب الدراجات  [لغات أخرى]‏ في ميلتون، أونتاريو
- مركز القدرات في ويتبي

### البنية التحتية والميزانية
أنفقت اللجنة المنظمة لأولمبياد تورنتو 2015 ‏ (TO2015) إلى جانب جميع المستويات الحكومية الثلاثة حوالي 1.4 مليار دولار كندي في تطوير وبناء أماكن جديدة في المنطقة. قدمت الحكومة الإقليمية (أونتاريو) والحكومة الفيدرالية الكندية 35% من التمويل لكل منهما، بينما غطت البلديات الـ30% المتبقية من التكلفة. كما تم إنفاق مليار دولار كندي على بناء قرية رياضية في منطقة ويست دون لاندز ‏ في تورنتو. وبالتالي، بلغت التكلفة الإجمالية 2.4 مليار دولار، وهو أعلى مبلغ تم إنفاقه على الإطلاق في دورة ألعاب عموم أمريكا/الألعاب البارابان الأمريكية. وفي وقت لاحق من عام 2011 تضاعفت مساهمة تورنتو في الألعاب تقريبًا من 49.5 مليون دولار إلى 96.5 مليون دولار لعدة أسباب: تم نقل الملعب الرياضي إلى جامعة يورك من هاملتون، وكان من المقرر معالجة التربة في جامعة تورنتو سكاربورو حيث من المفترض بناء مركز الألعاب المائية المقترح، وكانت هناك حاجة إلى المزيد من الأموال لمسار بي إم إكس المقترح وزيادة التضخم. تم إنفاق 700 مليون دولار كندي لبناء وتجديد البنية التحتية في المنطقة، وهو ما يقرب من ثلاثة أضعاف ما تم إنفاقه على دورة الألعاب الأمريكية لعام 2011.
تم إجراء العديد من التحسينات على وسائل النقل العام في تورنتو في الوقت المناسب لهذه الألعاب. وشملت هذه المشاريع خط السكة الحديدية لمطار ‏ يونيون بيرسون إكسبريس.

### القرية
بلغت تكلفة القرية الرياضية 735 مليون دولار كندي وكانت قادرة على استيعاب ما يصل إلى 7200 رياضي ومسؤول. بعد الألعاب تم تحويل القرية إلى 746 شقة بأسعار السوق، و41 منزلًا بأسعار السوق، و250 شقة للإيجار بأسعار معقولة، و257 وحدة سكنية للطلاب في كلية جورج براون ‏، ووحدات مكتبية وتجارية، ومركز واي إم سي إيه الترفيهي. تقع القرية الرياضية في أراضي غرب الدون على طول شارع فرونت بين شارع باي فيو وشارع تشيري في تورنتو. حصل المشروع على شهادة الريادة في تصميمات الطاقة والبيئة الذهبية.

### الميداليات

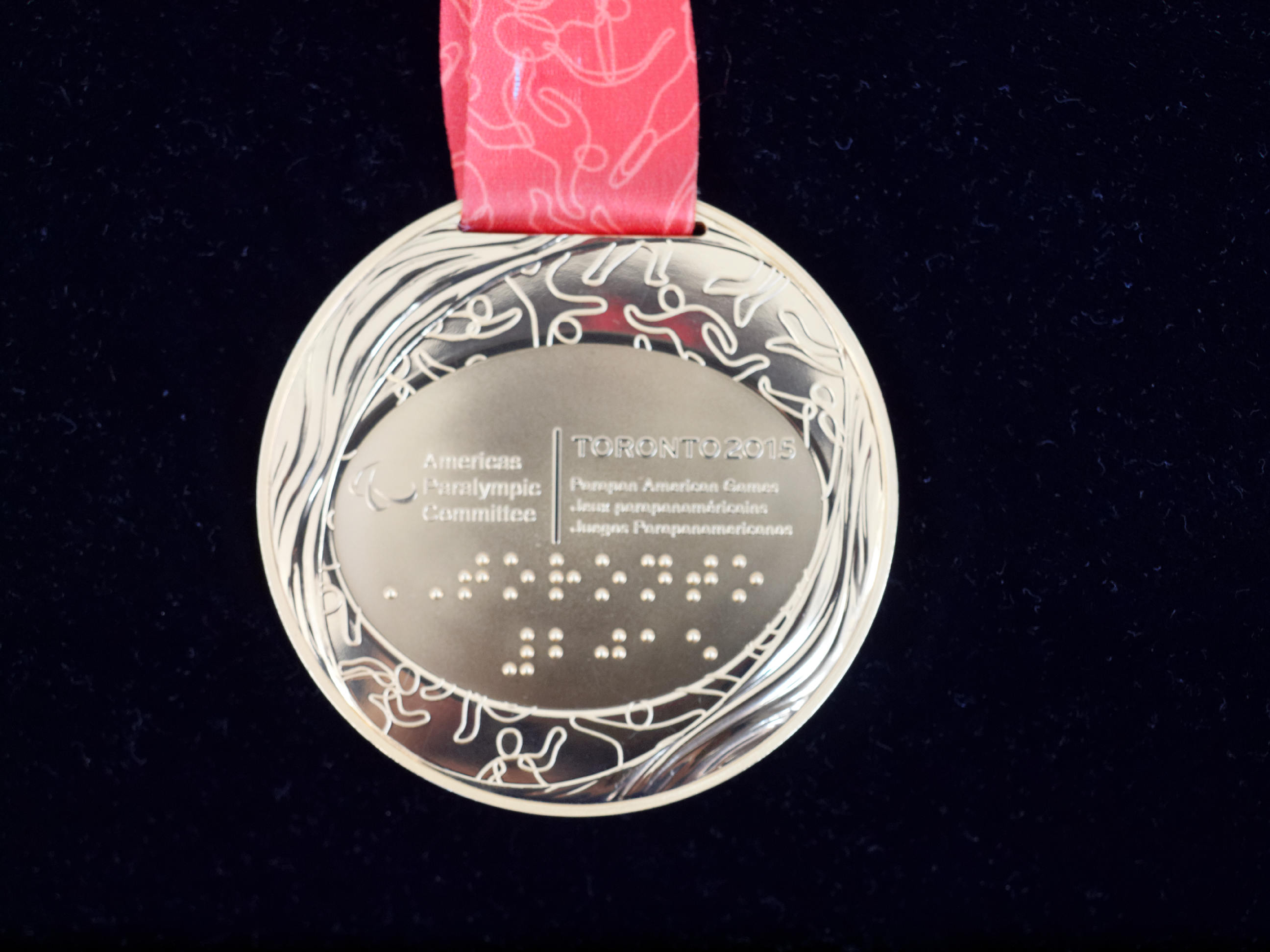
بريل على ظهر ميدالية ألعاب بارابان الأمريكية 2015

في أكتوبر 2013، أُعلن أن الميداليات الخاصة بالألعاب سيتم إنتاجها وتصميمها بواسطة دار سك العملة الملكية الكندية ‏. في سبتمبر 2014، أُعلن أن شركة باريك جولد ستكون المورد للمعادن الخام المستخدمة في الميداليات (أكثر من 4000 ميدالية في المجموع). ستأتي جميع المواد المستخدمة في الميداليات من عمليات الشركة في منطقة الأمريكتين. تم استخراج النحاس من منجم زالديفار التابع للشركة في تشيلي، وتم استخراج الفضة من منجم بويبلو فيجو ‏ في جمهورية الدومينيكان وتم استخراج الذهب من منجم هيملو في شمال أونتاريو.
كُشف عن تصميمات الميداليات التي صممها الفنان كريستي بيلكورت ‏ في 3 مارس 2015 في حفل أقيم في متحف أونتاريو الملكي. يبلغ قطر كل منها حوالي 86.7 ملم، ويزن حوالي 350 جرامًا. وتضمن الجزء الأمامي من الميدالية ثلاثة أشكال تمثل ثلاث مناطق في الأمريكتين: أمريكا الشمالية، وأمريكا الوسطى ومنطقة البحر الكاريبي، وأمريكا الجنوبية. كما ظهرت لغة برايل لأول مرة. كان ظهر الميدالية يحمل شعار وشعار الألعاب وعناصر موكومي جاني ‏.

### المتطوعون
توقعت اللجنة المنظمة أن تكون هناك حاجة إلى 23000 متطوع لدورة الألعاب الأمريكية وألعاب البارابان أمريكا. تقدم أكثر من 63000 شخص بطلبات ليصبحوا متطوعين. بلغ إجمالي عدد المتطوعين الذين شاركوا في الألعاب 6688 متطوعًا.

### التذاكر
بدأت مبيعات التذاكر في 25 مارس 2015. تم بيع أكثر من 90،000 من أصل 200،000 تذكرة المتاحة.

### ترحيل الشعلة
تألفت مسيرة شعلة البارابان من رحلة استمرت خمسة أيام، زارت خلالها 12 مجتمعًا محليًا. تم إشعال شعلتين، واحدة في الغرب عند شلالات نياجرا والأخرى في الشرق عند أوتاوا. كلاهما يشقان طريقهما نحو تورنتو ويلتقيان هناك.

## التسويق

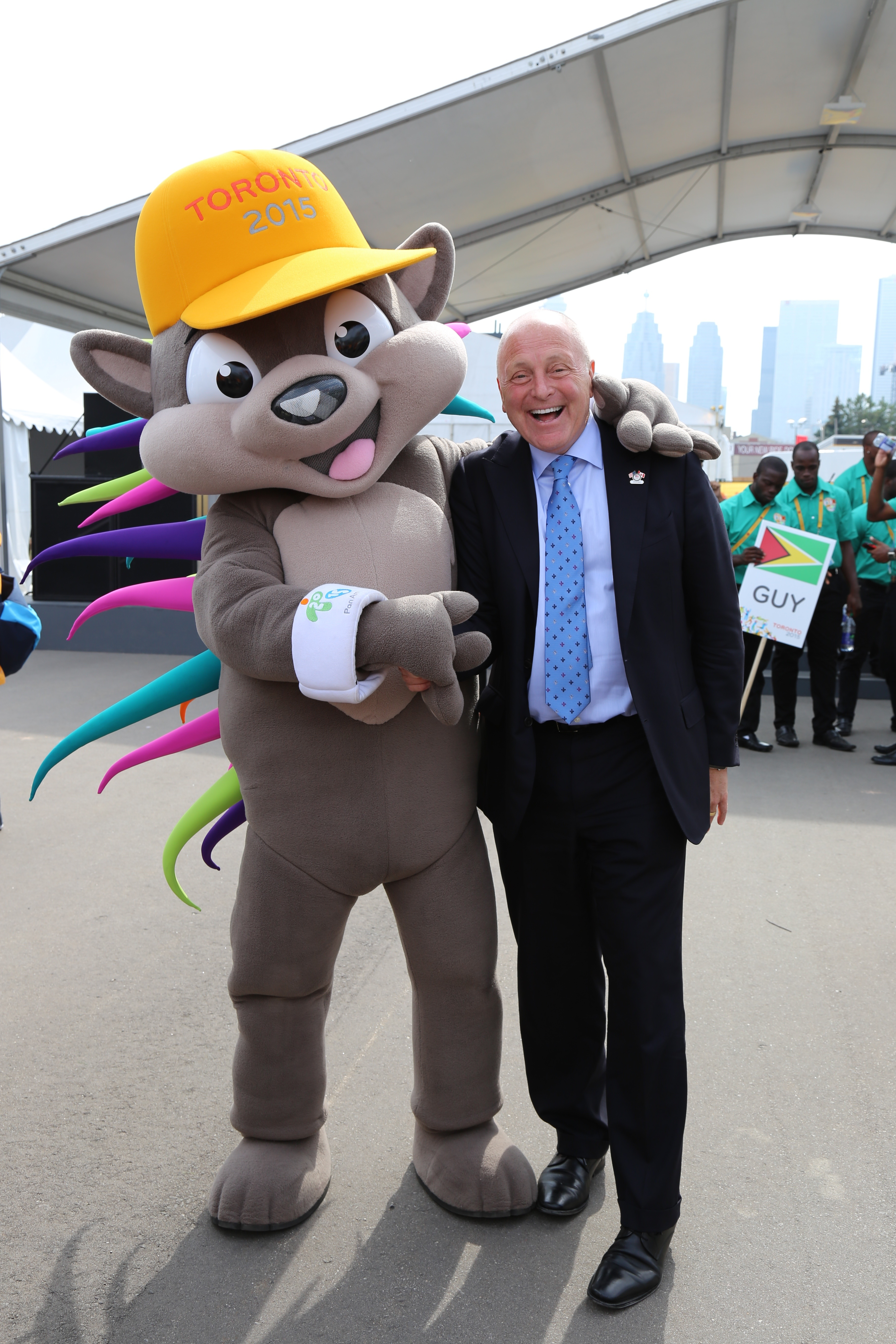
باتشي يستقبل السفير الأمريكي بروس هيمان في دورة الألعاب الأمريكية 2015

### التميمة
تم اختيار باتشي ليكون تميمة الألعاب في عام 2013. تم تصميمه على أساس حيوان القنفذ. تتمتع حيوانات القنفذ برؤية ضعيفة نسبيًا، لذا يُقال إن اختيار تصميم باتشي الذي يعتمد على القنفذ هو رابط رمزي مع الرياضيين في ألعاب البارابان.

## الألعاب

### المراسم
أقيم حفل الافتتاح في 7 أغسطس 2015 في ملعب يورك لاينز، بينما أقيم حفل الختام في 15 أغسطس 2015 في ساحة ناثان فيليبس ‏.

#### حفل الافتتاح
قبل بدء الحفل، تم تقديم رئيس اللجنة البارالمبية الأمريكية خوسيه لويس كامبو والحاكم العام ديفيد جونستون ودخلا إلى صندوق الشرف رسميًا. وتبع ذلك العد التنازلي من الرقم 20 إلى 0.
تم أداء النشيد الوطني الكندي من قبل الفرنسية من أونتاريو غابرييل جوليت أثناء رفع علم الدولة المضيفة من قبل شرطة الخيالة الملكية الكندية وشرطة مقاطعة أونتاريو وبعد ذلك حلقت طائرة لوكهيد سي-130 هيركوليز التابعة للقوات الجوية الملكية الكندية فوق الملعب.
بدأ الحفل بأداء تمهيدي بعنوان "هجرة الشرف" والذي يمثل عناصر الحياة الأربعة: الأرض والماء والرياح والنار. وقد شارك في هذا العرض راقصون بهلوانيون ومؤدين من الأمم الأربع الأصلية في البلاد – شعب ميسيسوجا من أمة نيو كريديت الأولى، وأمة هورون ويندا، والأمم الست من نهر جراند ‏ وأمة ميتيس من أونتاريو ‏. تبع العرض مباشرة عرض للأمم. ودخل كل فريق إلى الملعب، ويسبقه شخص يحمل لافتة دائرية مكتوب عليها اسم كل فريق مشارك باللغات الثلاث (الإنجليزية والفرنسية والإسبانية). دخل الوفد الكندي أخيرًا، ممثلاً للدولة المضيفة. تم إدخال البلدان المتبقية حسب الترتيب الأبجدي باللغة الإنجليزية.
خلال الحفل، تم حمل علم اللجنة البارالمبية الأمريكية (APC) إلى الملعب بواسطة أرنولد بولدت ‏، وتيم ماك إسحاق، وتشيلسي جوتيل ‏، وبول روزن، وروبرت هامبسون، وديفيد شانون، وباتريك جارفيس، والدكتور روبرت ستيدوارد، ‏ ورفعه على أنغام النشيد البارالمبي. ألقى الرئيس التنفيذي لدورة تورنتو 2015 سعد رافي ورئيس حزب المؤتمر التقدمي خوسيه خطابيهما قبل أن يعلن الحاكم العام ديفيد جونستون افتتاح الألعاب. قرأ بينوا هوت القسم الرياضي، في حين قرأ مدرب الدراجات سيباستيان ترافيرز قسم المدربين. وتضمن الحفل عروض رقص وغناء من إنتاج شركة إنتاج بي 5 سي في مشروع مشترك بين شركة إنتاج بام المحلية وشركة فايف كارنتس الأمريكية، والتي ترمز إلى الوحدة من خلال التنوع. خلال مسيرة الشعلة النهائية، قام الناشط والرياضي ريك هانسن ومقدم البرامج في هيئة الإذاعة الكندية (CBC) ريك ميرسر بإحضار الشعلة وتم تسليمها إلى متسابقة الكراسي المتحركة شانتال بيتيكلير ‏ التي أشعلت المرجل. واختتم الحفل بأداء فرانشيسكو ييتس لأغاني من ألبومه الأول.

#### استعراض الدول
| الترتيب | الدولة                    | بالإسبانية                 | بالفرنسية                  | حامل العلم                | الرياضة                        |
| ------- | ------------------------- | -------------------------- | -------------------------- | ------------------------- | ------------------------------ |
| 1       | الأرجنتين (ARG)           | الأرجنتين                  | الأرجنتين                  | رودريغو لوبيز             | ركوب الدراجات                  |
| 2       | أروبا (ARU)               | أروبا                      | أروبا                      | ألبرتينو مادورو           | ألعاب القوى                    |
| 3       | باربادوس (BAR)            | بربادوس                    | برباد                      | ديفيد تايلور              | السباحة                        |
| 4       | برمودا (BER)              | برمودا                     | برمود                      | يوشاي دي سيلفا-أندرادي    | بوتشيا                         |
| 5       | البرازيل (BRA)            | البرازيل                   | البرازيل                   | تيريزينها غيليرمينا       | ألعاب القوى                    |
| 6       | تشيلي (CHI)               | تشيلي                      | تشيلي                      | كريستيان فالينزويلا       | ألعاب القوى                    |
| 7       | كولومبيا (COL)            | كولومبيا                   | كولومبيا                   | كارلوس دانييل سيرانو      | السباحة                        |
| 8       | كوستاريكا (CRC)           | كوستاريكا                  | كوستاريكا                  | خوسيه خيمينيز هيرنانديز   | ألعاب القوى                    |
| 9       | كوبا (CUB)                | كوبا                       | كوبا                       | يونيديس كاستيو            | ألعاب القوى                    |
| 10      | جمهورية الدومينيكان (DOM) | جمهورية الدومينيكان        | جمهورية الدومينيكان        | ويمرسون غارسيا دي لا روزا | ألعاب القوى                    |
| 11      | الإكوادور (ECU)           | الإكوادور                  | الإكوادور                  | داروين كاسترو             | ألعاب القوى                    |
| 12      | السلفادور (ESA)           | السلفادور                  | السلفادور                  | غابرييل إسبينوزا ماكال    | تنس الطاولة                    |
| 13      | غواتيمالا (GUA)           | غواتيمالا                  | غواتيمالا                  | إسحاق ليفا أفيا           | ألعاب القوى                    |
| 14      | هايتي (HAI)               | هايتي                      | هايتي                      | نيفتالي جان-لويس          | ألعاب القوى                    |
| 15      | هندوراس (HON)             | هندوراس                    | هندوراس                    | كارلوس فيلاسكيز هيرنانديز | ألعاب القوى                    |
| 16      | جامايكا (JAM)             | جامايكا                    | جامايكا                    | تيفون توماس               | ألعاب القوى                    |
| 17      | المكسيك (MEX)             | المكسيك                    | المكسيك                    | نيلي ميرندا               | السباحة                        |
| 18      | نيكاراغوا (NCA)           | نيكاراغوا                  | نيكاراغوا                  | غابرييل كوادرا هولمان     | ألعاب القوى                    |
| 19      | بنما (PAN)                | بنما                       | بنما                       | سيزار باريا               | السباحة                        |
| 20      | بيرو (PER)                | بيرو                       | بيرو                       | بيدرو بابلو دي فينياتيا   | السباحة                        |
| 21      | بورتوريكو (PUR)           | بورتو ريكو                 | بورتو ريكو                 | كارلوس أوكاسيو            | كرة السلة على الكراسي المتحركة |
| 22      | سورينام (SUR)             | سورينام                    | سورينام                    | سيفانيا هانكرز            | السباحة                        |
| 23      | ترينيداد وتوباغو (TTO)    | ترينيداد وتوباغو           | ترينيداد وتوباغو           | كارلوس غرين               | ألعاب القوى                    |
| 24      | الولايات المتحدة (USA)    | الولايات المتحدة الأمريكية | الولايات المتحدة الأمريكية | كيرتس لوفجوي              | السباحة                        |
| 25      | الأوروغواي (URU)          | الأوروغواي                 | الأوروغواي                 | هنري بورغوس               | الجودو                         |
| 26      | جزر العذراء (ISV)         | جزر العذراء الأمريكية      | جزر العذراء الأمريكية      | إيفان إسبينوزا            | ألعاب القوى                    |
| 27      | فنزويلا (VEN)             | فنزويلا                    | فنزويلا                    | لويس بايفا                | ألعاب القوى                    |
| 28      | كندا (CAN)                | كندا                       | كندا                       | ماركو ديسبالترو           | بوتشيا                         |

#### الحفل الختامي
بدأ الحفل بتقديم رئيس بلدية تورنتو ورئيس حزب المؤتمر التقدمي كامبو. وتضمن الحفل أداء شون جونز للنشيد الوطني الكندي، وفرقة لو جروب سوينج الشعبية الفرنسية من أونتاريو، وعروضًا من الحائز على جائزة جرامي ويكلف جين، بالإضافة إلى مغنية موسيقى الريف وكاتبة الأغاني ميغان باتريك. في تلك الليلة، وصف رئيس اللجنة البارالمبية الأمريكية، خوسيه لويس كامبو، الألعاب بأنها "أفضل دورة ألعاب بارالمبية أمريكية على الإطلاق". وبعد أن ألقى سعد رافي، الرئيس التنفيذي، وكامبو خطابيهما، أعلن كامبو اختتام الألعاب وإنزال علم اللجنة البارالمبية الأمريكية. قام عمدة تورنتو جون توري بتمرير علم اللجنة البارالمبية الأمريكية إلى عمدة ليما لويس كاستانيدا لوسيو عبر كامبو. تم تقديم عرض ثقافي من بيرو ليرمز إلى بيرو كمضيفة الألعاب البارا أمريكية 2019. انطفأت الشعلة عندما صعد الفنان مصطفى الشاعر على المسرح. واختتم الحفل بإطلاق الألعاب النارية في السماء.

### الدول المشاركة
تنافست 28 دولة في الألعاب.
| اللجان الوطنية البارالمبية الوطنية المشاركة |
| --- |
| - الأرجنتين (177) - أروبا (1) - باربادوس (1) - برمودا (3) - البرازيل (276) - كندا (209) - تشيلي (60) - كولومبيا (140) - كوستاريكا (27) - كوبا (57) - جمهورية الدومينيكان (8) - الإكوادور (13) - السلفادور (22) - غواتيمالا (27) - هايتي (1) - هندوراس (4) - جامايكا (6) - المكسيك (181) - نيكاراغوا (10) - بنما (5) - بيرو (16) - بورتوريكو (29) - سورينام (2) - ترينيداد وتوباغو (4) - الولايات المتحدة (246) - الأوروغواي (12) - فنزويلا (113) - جزر العذراء (1) |

#### عدد الرياضيين حسب اللجنة الوطنية البارالمبية الوطنية
| IPC | البلد               | الرياضيين |
| --- | ------------------- | --------- |
| BRA | البرازيل            | 276       |
| USA | الولايات المتحدة    | 246       |
| CAN | كندا                | 209       |
| MEX | المكسيك             | 181       |
| ARG | الأرجنتين           | 177       |
| COL | كولومبيا            | 140       |
| VEN | فنزويلا             | 113       |
| CHI | تشيلي               | 60        |
| CUB | كوبا                | 57        |
| PUR | بورتوريكو           | 29        |
| CRC | كوستاريكا           | 27        |
| GUA | غواتيمالا           | 27        |
| ESA | السلفادور           | 22        |
| PER | بيرو                | 16        |
| ECU | الإكوادور           | 13        |
| URU | الأوروغواي          | 12        |
| NCA | نيكاراغوا           | 10        |
| DOM | جمهورية الدومينيكان | 8         |
| JAM | جامايكا             | 6         |
| PAN | بنما                | 5         |
| HON | هندوراس             | 4         |
| TRI | ترينيداد وتوباغو    | 4         |
| BER | برمودا              | 3         |
| SUR | سورينام             | 2         |
| ARU | أروبا               | 1         |
| BAR | باربادوس            | 1         |
| HAI | هايتي               | 1         |
| ISV | جزر العذراء         | 1         |

### الرياضة
تم التنافس على خمسة عشر رياضة، وهو أكبر عدد على الإطلاق في دورة الألعاب البارابان الأمريكية. ظهرت رياضة الرجبي على الكراسي المتحركة لأول مرة في الألعاب، بينما عادت رياضة كرة القدم المكونة من 7 لاعبين إلى الألعاب بعد غيابها عن دورة ألعاب بارابان الأمريكية 2011 ‏. تم استخدام جميع الرياضات الخمس عشرة للتأهل للألعاب البارالمبية في عام 2016.
- نبالة (4) (تفاصيل)
- ألعاب قوى (114) (تفاصيل)
- بوتشيا (7) (تفاصيل)
- ركوب الدراجات  (تفاصيل) 
  - سباق الدراجات على الطريق (11)
  - سباق الدراجات على المضمار (7)
- كرة قدم 5 لاعبين (1) (تفاصيل)
- كرة قدم 7 لاعبين (1) (تفاصيل)
- كرة الهدف (2) (تفاصيل)
- جودو (9) (تفاصيل)
- رياضة القوة (12) (تفاصيل)
- الكرة الطائرة بوضعية الجلوس (2) (تفاصيل)
- سباحة (116) (تفاصيل)
- كرة الطاولة (24) (تفاصيل)
- كرة السلة على الكراسي المتحركة (2) (تفاصيل)
- الرجبي على الكراسي المتحركة (1) (تفاصيل)
- تنس الكراسي المتحركة (4) (تفاصيل)

## جدول الميداليات
عدد الميداليات النهائية.
  *   البلد المضيف ( CAN)
| المرتبة | اللجنة البارالمبية الوطنية | ذهبية | فضية | برونزية | المجموع |
| ------- | -------------------------- | ----- | ---- | ------- | ------- |
| 1       | BRA                        | 109   | 74   | 74      | 257     |
| 2       | CAN*                       | 50    | 63   | 55      | 168     |
| 3       | USA                        | 40    | 51   | 44      | 135     |
| 4       | MEX                        | 38    | 36   | 39      | 113     |
| 5       | COL                        | 24    | 36   | 30      | 90      |
| 6       | CUB                        | 19    | 15   | 13      | 47      |
| 7       | ARG                        | 18    | 25   | 24      | 67      |
| 8       | VEN                        | 8     | 14   | 25      | 47      |
| 9       | CHI                        | 4     | 2    | 6       | 12      |
| 10      | JAM                        | 2     | 2    | 1       | 5       |
| 11      | TTO                        | 2     | 0    | 0       | 2       |
| 12      | ECU                        | 1     | 0    | 4       | 5       |
| 13      | URU                        | 1     | 0    | 0       | 1       |
| 13      | BER                        | 1     | 0    | 0       | 1       |
| 15      | NCA                        | 0     | 0    | 4       | 4       |
| 16      | PUR                        | 0     | 0    | 2       | 2       |
| 16      | CRC                        | 0     | 0    | 2       | 2       |
| 18      | DOM                        | 0     | 0    | 1       | 1       |
| المجموع | المجموع                    | 317   | 318  | 324     | 959     |

## للقراءة الإضافية

### المقتنيات الأرشيفية
Toronto 2015 Pan Am & Parapan American Games—Web archive collected by the University of Toronto Libraries

## وصلات خارجية
- الموقع الرسمي
- Closing ceremony of Toronto 2015 Parapan American Games

| سبقه غوادالاخارا | V دورة الألعاب الأمريكية لذوي الاحتياجات الخاصة تورونتو (2015) | تبعه ليما |